# Verwaltungsgebühr (kommunal)
Bei der Verwaltungsgebühr handelt es sich um eine öffentlich-rechtliche Gebühr und eine Kommunalabgabe in Form einer finanziellen Gegenleistung für eine Amtshandlung oder sonstige Verwaltungstätigkeit einer Kommunalverwaltung.

## Allgemeines
Verwaltungsgebühren belasten im Gegensatz zu Beiträgen den einzelnen Bürger, der das Verwaltungshandeln in Anspruch nimmt. Sie unterscheidet sich von den Benutzungsgebühren, die bei der Inanspruchnahme einer öffentlichen Einrichtung erhoben werden. Verwaltungsgebühren werden nach Höhe des Aufwandes, oft aber auch in pauschaler Höhe festgesetzt, d. h. ohne dass die Höhe des finanziellen Aufwandes seitens der Verwaltung genau ermittelt wird. Jedoch muss die festgesetzte Gebühr gemäß dem Äquivalenzprinzip und den allgemeinen Grundsätzen des Gebührenrechts im Verhältnis zum Wert der Leistung stehen. Eine Abschöpfung des Vorteils, den der Empfänger der Leistung durch diese erfährt, kann ebenfalls Bestandteil der Gebühr sein.

## Rechtsgrundlagen
Eine klassische Legaldefinition enthielt § 6 Preußisches Kommunalabgabengesetz (PrKAG). Die Gemeinden und Ämter durften, „soweit nicht Gebührenfreiheit gesetzlich angeordnet ist, für einzelne Handlungen ihrer Organe (für eine Tätigkeit), die im Wesentlichen im Interesse Einzelner erfolgen, Veraltungsgebühren erheben“.
Die Grundsätze der Gebührenfestlegung sind in den Gebührengesetzen des Bundes und der Länder niedergelegt. Die Kosten und Gebühren für einzelne Handlungen der staatlichen Verwaltung (Bund und Länder) sind in Gebührenordnungen festgelegt. Die Kosten und Gebühren der kommunalen Verwaltung (Kreise, Städte und Gemeinden) in sogenannten Verwaltungskostensatzungen oder Gebührensatzungen.

## Beispiele für Verwaltungsgebühren
Im Falle der Landkreise, Städte und Gemeinden wird eine Verwaltungsgebühr beispielsweise erhoben für
- die Ausstellung einer Vorkaufsrechtsverzichtserklärung,
- die Ausstellung von Personalausweisen und Reisepässen,
- die Ausstellung von Bescheinigungen wie beispielsweise dem Fischereischein,
- die Erteilung einer Baugenehmigung,
- die amtliche Beglaubigung von Unterschriften und Fotokopien.

## Gebührenschuldner
Gebührenschuldner für die Verwaltungsgebühr ist,
- wer die Amtshandlung veranlasst oder derjenige, in dessen Interesse die Amtshandlung vorgenommen wird[9];
- im Rechtsbehelfsverfahren und in streitentscheidenden Verwaltungsverfahren derjenige, dem die Kosten in der Entscheidung auferlegt werden[10] oder
- derjenige, der die Kosten einer Behörde gegenüber schriftlich übernommen hat oder für die Kostenschuld eines anderen kraft Gesetzes haftet.

Die Gebührenschuld entsteht mit der Beendigung der Amtshandlung oder mit der Rücknahme des Antrages.

## Rechtsmittel
Die Verwaltungsgebühr ist eine öffentlich-rechtliche Abgabe im Sinne des Abgabenrechtes, d. h., es ergeht ein Kostenbescheid mit Rechtsbehelfsbelehrung und der entsprechenden Widerspruchsmöglichkeit für den Schuldner.

## International
Unter Gebühren versteht man in der Schweiz das Entgelt, das der Staat für eine bestimmte von ihm erbrachte Leistung oder für die Benutzung einer öffentlichen Einrichtung verlangt. Sie beruhen auf der „Gebührenordnung für die Verwaltungsbehörden vom 30. Juni 1966“. Unterarten sind insbesondere die Kanzlei- und Kontrollgebühren.
In Österreich sind Gebühren landesweit detailreich durch das Gebührengesetz (GebG) geregelt. Den Gebühren im Sinne dieses Bundesgesetzes unterliegen gemäß § 1 GebG Schriften und Amtshandlungen.

## Wirtschaftliche Aspekte
Verwaltungsgebühren sollen die unnötige oder übermäßige Benutzung öffentlicher Einrichtungen hemmen und gelten insofern als Lenkungsabgaben. Grundsätzlich soll die Höhe auf Grundlage des Kostendeckungsprinzips festgelegt werden. Benutzungs- und Verwaltungsgebühr sind nicht genügend trennscharf und ökonomisch nicht begründbar, da die Inanspruchnahme einer öffentlichen Einrichtung (Benutzungsgebühr) stets mit einer Amtshandlung (Verwaltungsgebühr) verbunden ist.